# Чибчські мови

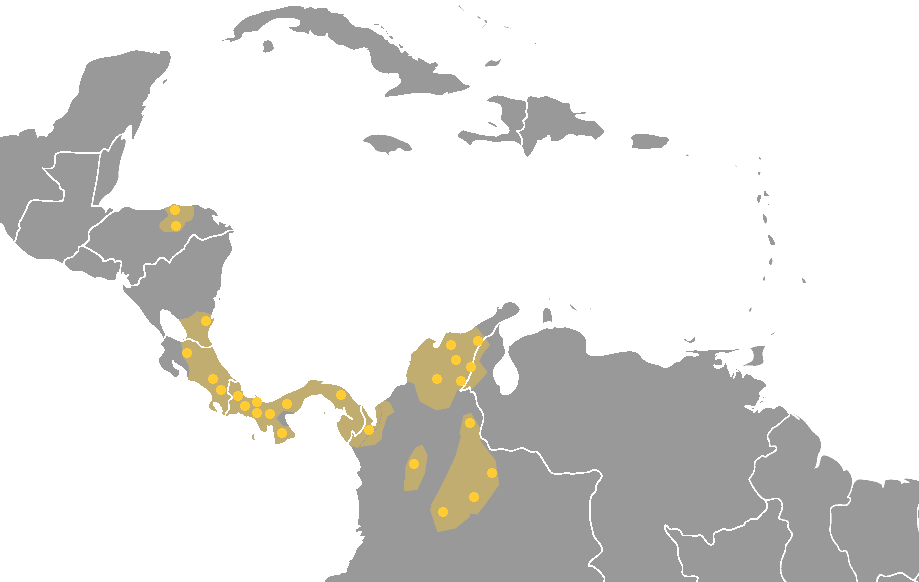
Поширення чибчанських мов

Чибчські мови (чибчанські, англ. Chibchan) — індіанська мовна родина, що є перехідною між мовами Мезоамерики та Південної Америки. Поширені в Гондурасі, Нікарагуа, Коста-Риці, Панамі, Венесуелі та Колумбії.

## Класифікація
Налічує 24 мови. Зокрема, по класифікації Ч. Лоукоткі:
- палеочибчанська — есмеральда й караке в Еквадорі та яруро у Венесуелі,
- мальчора та рама у Нікарагуа,
- гуатузо (гуатусо), гетар, суерре, покосі в Коста-Риці,
- таламанкська — брівірі, брунка, вісейпа, кабекар, кото, терраба, тірібі, чиріпо — в Коста-Риці,
- дораскська — гуалака, чангена, чумула — в Панамі,
- гуаймі — кілька діаліктів в Панамі,
- куна, коїба й чочама в Панамі, куева — Колумбія,
- антіокійська — гуазазу, катіо, ороміна в Колумбії,
- чибча (моска, муїска) та тунебо — Колумбія,
- баріра, мате, мотілон — в Колумбії та Венесуелі,
- аруакська, у тому числі бінтукуа, гуамака, іка, кеггаба, таірона — в Колумбії,
- малібу, мокана, чиміла — в Колумбії,
- андакі, тімана, ялкон — в Колумбії,
- паеська — в тому числі алаусі, паес і пансалес в Еквадорі та Колумбії,
- гуамбіано, гуанакі та коконуко в Колумбії,
- барбакоа, каяпа, коліма, колорадо — в Еквадорі та Колумбії,
- какаопера, матагальпа, хінотега — в Гондурасі та Нікарагуа,
- мискіто, улуа, сумо — в Гондурасі та Нікарагуа (по іншій класифікації відносяться до мискіто-матагальпських мов),
- кільясінга, патоко й себондой в Колумбії,
- пайя в Гондурасі.